# Erbstollengerechtigkeit
Als Erbstollengerechtigkeit oder Erbgerechtigkeit bezeichnet man im Bergbau das aufgrund einer besonderen Mutung erworbene Recht, nach erfolgter Verleihung einen Erbstollen zu betreiben. Die Erbstollengerechtigkeit bezieht sich auf einen bestimmten Ansatzpunkt zum Betrieb des Erbstollens in das vorliegende Feld. Aufgrund der Erbstollengerechtigkeit war der Rechteinhaber berechtigt, den Stollen von diesem Ansatzpunkt aus sowohl in einem verliehenen als auch in unverliehenem Grubenfeld in beliebiger Richtung aufzufahren. Der Betreiber des Erbstollens wurde als Erbstollner oder Erbstöllner bezeichnet.

## Voraussetzungen

### Allgemeine Regelungen
Damit die Erbstollengerechtigkeit verliehen werden konnte, musste das Objekt (der Stollen) bestimmte Voraussetzungen erfüllen. Erste Voraussetzung für die Verleihung der Erbstollengerechtigkeit war, dass der Stollen, für den die Erbstollengerechtigkeit beantragt wurde, der Förderung eines fremden Grubenbetriebes dienen sollte. Weiter musste der Stollen eine bestimmte Teufe, die Erbteufe, haben. Der Stollen musste ein in den Berggesetzen des jeweiligen Bergreviers vorgeschriebenes Ansteigen haben und durfte kein Gesprenge aufweisen. Das Stollenmundloch musste offen sein, der Stollen musste in befahrbarem Zustand sein und die Wasserseige musste sauber sein. Fehlte einem Stollen eine dieser Voraussetzungen, so konnte die Erbstollengerechtigkeit nicht verliehen werden.

#### Erbteufe
Die Erbteufe war die Teufe, die ein getriebener Stollen erreichen musste, um die Erbstollengerechtigkeit für eine eigene Grube oder gegen eine fremde Grube die Rechte eines Erbstollens zu erlangen. Sobald ein Stollen mit der vorgeschriebenen Erbteufe in ein Grubenfeld eindrang, standen dem Besitzer des Stollens die vorläufigen Stollenrechte zu. Diese Rechte besaß er, bis er die definierten Stollenrechte erhielt, oder bis feststand, dass er diese Rechte nicht erhielt. Die Erbteufe war nicht in allen Bergwerksstaaten gleich und unterschied sich sogar in den einzelnen Bergrevieren der jeweiligen Staaten. Sie lag je nach Bergrevier zwischen 9,5 und 16 Lachter. In einigen Staaten, z. B. in den kursächsischen Bergrevieren, wurde noch eine zusätzliche seigere Spanne zugeschlagen, die vom Rasen bis zur Wasserseige reichte. Die Erbteufe wurde in der Regel vom Rasen nieder gerechnet. Ausnahme bildeten in Böhmen die Gruben, die neben den Stollen zusätzlich auch einen Schacht hatten, hier wurde von der Hängebank aus gemessen.

## Sonstige Regelungen und Rechte
Nach der Verleihung der Erbstollengerechtigkeit durch den Bergmeister wurde vom Markscheider an der Grenze des Erbstollens eine sogenannte Erbstufe eingehauen. Diese Erbstufe diente zur Kenntlichmachung der Feldesgrenze des Erbstollens. Die Erbstufe konnte von der benachbarten Zeche angefochten werden; wurde sie jedoch von der benachbarten Zeche anerkannt, so konnte sie nicht wieder angefochten werden. Die Erbstufen wurden in das Bergbuch eingetragen. Für das Anbringen der Erbstufe musste eine Erbstufengebühr entrichtet werden. Der Erbstöllner durfte mit Genehmigung des Bergamtes auf dem Baufeld der anderen Gruben erforderliche Schächte und Lichtlöcher errichten. Außerdem stand dem Erbstöllner eine bestimmte Gebühr, die Erbstollengebühr, von den Besitzern der Gruben zu, in deren Feld der Erbstollen eingebracht worden war. Diese Erbstollengebühren waren der sogenannte vierte Pfennig, das Wassereinfallgeld, die Stollensteuer, das halbe oder das ganze Neuntel. Diese Gebühren bezeichnete man als definierte Stollengebühren, das Recht auf die definierten Stollengebühren bezeichnet man als definiertes Stollenrecht. Ob das halbe oder das ganze Neuntel entrichtet werden musste, hing davon ab, ob der Erbstollen zu den anderen Stollen durchschlägig war oder nicht. Die Formalitäten zur Erhebung dieser Gebühren waren in den Berggesetzen geregelt. Streitigkeiten wurden vor dem Berggericht verhandelt.

### Stollenhieb
Des Weiteren stand dem Erbstöllner der sogenannte Stollenhieb (auch Stollnhieb) zu. Der Stollenhieb war das Eigentumsrecht auf alle beim Betrieb des Stollens gewonnenen nutzbaren Mineralien. Er zählte ebenfalls zu den definierten Stollenrechten. Dies galt für alle unverliehenen und nach den älteren Berggesetzen sogar auch für die verliehenen Felder. Voraussetzung war, dass der Erbstollen in den zulässigen Dimensionen betrieben wurde. Die zulässigen Abmessungen des Stollenhiebes bei einem Erbstollen waren in den Berggesetzen geregelt und betrugen 1,25 Lachter in der Höhe und 0,5 Lachter in der Breite. Allerdings stand dem Erbstöllner nur der Stollenhieb von einem Stollenort zu. Bei mehreren betriebenen Örtern musste der Erbstöllner zuvor erklären, von welchem Ort er den Stollenhieb für sich beanspruchen wollte, die anfallenden Mineralien aus den anderen Örtern musste er gegen Erstattung der Gewinnungskosten an den Grubenbesitzer der entsprechenden Grube abgeben. Hatte eine Grube mehrere Tiefsten, durfte der Erbstöllner auch diesen Stollenhieb behalten.

### Ausnahmeregelungen
Es gab auch in den Berggesetzen teilweise Ausnahmeregelungen. So wurde bei einem Stollen die Erbstollengerechtigkeit noch zur Hälfte anerkannt, wenn er die gesetzlich vorgeschriebene Erbteufe zwar bei der Auffahrung eingebracht hatte, diese aber aufgrund des Abfallens des Gebirges nicht aufrechterhalten konnte. Der Vortrieb mit „Gesprenge“ konnte vom Bergamt genehmigt werden, wenn der Stollen dadurch schneller fertiggestellt werden konnte, um einer in Not geratenen Zeche schneller helfen zu können. Durch diese sogenannte Cognition des Bergamtes wurde die Erbstollengerechtigkeit ebenfalls nicht nachteilig beeinflusst. Wurde bei einem Stollen das Stollenmundloch, ohne Verschulden des Stollenbetreibers, derart beschädigt, dass durch das Stollenmundloch das Grubenwasser nicht mehr abgeführt werden konnte, so gab es auch hierfür eine Ausnahmeregelung. Mit Genehmigung durch das Bergamt konnte das Wasser über einen tiefer gelegenen Stollen abgeführt werden. Hierfür musste eine Gebühr, das sogenannte Wassereinfallgeld, entrichtet werden.

## Enterbung
Als Enterbung bezeichnet man das Entziehen der Erbstollenrechte durch einen zweiten, tiefer angelegten, Erbstollen. Hierfür musste der zweite Erbstollen die Erbteufe des ersten Erbstollens um ein bestimmtes Maß unterschreiten. Diese senkrecht von Stollensohle zu Stollensohle gemessene Teufe wurde als Enterbungsteufe bezeichnet. Diese Enterbungsteufe ist ebenfalls in den jeweiligen Bergbaurevieren unterschiedlich geregelt. Einige Bergordnungen unterschieden zwischen „sticklichtem“ (steilem) Gelände und flachen (sanft ansteigendem) Gelände. Um einem Erbstollen hier die Erbstollengerechtigkeit zu entziehen, musste die Wasserseige des unteren Stollens in „sticklichtem“ (steilem) Gebirge 7 Lachter und in sanftem Gelände 3,5 Lachter tiefer sein als die Wasserseige des oberen Stollens. In anderen Bergordnungen wurde sie auf ein Fixmaß festgelegt und lag je nach Bergbaurevier zwischen 7,5 und 17,5 Lachter. Durch das Enterben verlor der enterbte Stollen das Anrecht auf die weiteren Erbstollengebühren.

## Regelungen im modernen Bergbau
In den Berggesetzen des 19. Jahrhunderts waren die Regelungen zur Verleihung der Erbstollengerechtigkeit teilweise nicht mehr vorhanden. Im Allgemeinen preußischen Berggesetz vom 24. Juni 1865 war das Erbstollenrecht entfernt worden. Das Bundesberggesetz vom 13. August 1980 sieht eine Neuverleihung von Erbstollengerechtigkeiten nicht vor. Ältere Erbstollengerechtigkeiten konnten aufrechterhalten werden, wenn sie bis spätestens 1. Januar 1985 ins Grundbuch eingetragen wurden (§ 149 und § 158 des Bundesberggesetzes).